# Оттон I (ландграф Гессена)
Оттон I (нем. Otto I von Hessen; ок. 1272, Марбург — 17 января 1328) — ландграф Верхнего Гессена в 1308—1311 годах, с 1311 года ландграф Гессена.
Второй сын Генриха I и его первой жены Адельгейды Брауншвейг-Люнебугской.

## На пути к ландграфству
В 1274 году умерла первая жена Генриха I Гессенского Адельгейда и он к 1276 году женился на Мехтильде Клевской. И в том и в другом браки родились сыновья (в первом Генрих Младший и Оттон, во втором Иоанн и Людвиг). Под влиянием Мехтильды Клевской Генрих I Дитя решил разделить землю между первенцами в каждом из браков (Генрихом Младшим и Иоанном), а двух других сыновей (Оттона и Людвига) сделать священниками. Ради Иоанна, которому предназначался Нижний Гессен, он активно совершал покупки в регионе стремясь расширить владения там Благодаря искусной дипломатии Генрих I Дитя в Нижнем Гессене у графов Витгенштейн, Вальдек и Дасселья, а также епископства Падерборн приобрёл Шартенберг, Гребенштейн, Трендельбург, Рейнхардсвальд и Ванфрид.
Планами Генриха I Гессенского по разделу страны были недовольны его сыновья от первого брака, в основном Оттон. Не желая быть каноником в Вюрцбурге, Оттон  покинул этот пост  и вопреки воле своего отца решил жениться на Адельгейде, дочери графа Равенсбергского Оттона III Конфликт перерастал в войну. Генрих Младший и Оттон подняли восстание против отца. 4 июля 1296 года король Адольф Нассау в Франкфурте утвердил раздел Гессена. После смерти Генрих I Гессенского его старший сын Генрих Младший должен был получить большую часть Верхнего Гессена около Марбурга, небольшая часть Верхнего Гессена доставалась Оттону, а Нижний Гессен с Касселем и Гуденсбергом получал Иоанн. Недовольный  этим соглашением Оттон отказался подписать этот договор. При поддержке своего шурина Готфрида VI, графом Цигенхайнского Оттон начал боевые действия против отца. Генрих I Дитя обратился за помощью к Адольфу Нассаускому и вместе с королём в августе 1296 года осадил сына в замке Штауфенберг (вблизи Гиссена). Оттон вынужден был подчиниться По Штауфенбергскому соглашению дети от старшего брака получали Верхний Гессен с Марбургом, а дети от второго брака Нижний Гессен с Касселем и Гуденсбергом. 23 августа 1298 Генрих Младший умер и соправителем, а также наследником Верхнего Гессена стал Оттон. В 1302 году Оттон узнав о смертельной болезни отца оповестил об этом Нижний Гессен. Но Генрих I Дитя поправился. Действия Оттона были расценны как недружественные и привели к столкновению между Генрихом и Оттоном. В декабре 1308 году умер Генрих Дитя и Оттон стал править единолично.

## Ландграф Гессена
В феврале 1311 года от эпидемии умер Иоанна и Оттон унаследовав Нижний Гессен объединил ладграфство Гессен. Но в осенью 1311 года Оттон уступил город Марбург вместе с доходами в Эбсдорфе и Веттере сводному брату Людвигу, епископу Мюнстерскому, чтобы обеспечить своих младших сводных сестер и брата. Первоначально у Оттона с архиепископом Майнца Петером фон Ашпельт были хорошие отношения, но после смерти Людвига тот пытался забрать у Гессена майнцские бенефиции и не отдавать их Оттону. Петер фон Ашпельт в 1317 году вступил в союз против Оттона с графом Иоганном фон Цигенхайном. При наследнике Петра - Матиасе фон Бухеке началась война. В 1324 году Оттон был разбит в Ландберге, поездка в Авиньон к папе Иоанну XXII также закончилась неудачей. В 1327 году Гиссен был захвачен войсками курфюрстов Майнца и Трира.
Оттон умер 17 января 1328 года. Большая часть его владений досталась сыну Генриху II Второй сын Оттон стал в 1327 году епископом, третий сын Людвиг и четвёртый сын Герман получили замки.

## Семья
В 1297 году Отто женился на Адельгейде Равенсбург, дочери графа Равенсбургского Отто III. Дети:
- Генрих II (1299—1376), ландграф Гессена 1328—1376
- Отто (1301—1361), архиепископ Марбурга
- Людвиг Младший (?—1345), правитель Гребенштейна
- Герман I Старший (ум. 1368/1370), правил в Нордеке
- Елизавета Гессенская (ум. 1354), вышла замуж за Рудольфа II, курфюрста Саксонии.

## Комментарии
1. ↑  Брак был заключен в 1297 году